# آب‌انبار حوض چهارفرسخ
آب‌انبار حوض چهارفرسخ مربوط به دوره صفوی است و در شهرستان اردکان، بخش خرانق، ۱۷۰ کیلومتری جاده یزد به مشهد، ۱۰۰ متری شرق جاده واقع شده و این اثر در تاریخ ۲۷ بهمن ۱۳۸۷ با شمارهٔ ثبت ۲۴۷۵۸ به‌عنوان یکی از آثار ملی ایران به ثبت رسیده است.